# Медицински факултет Универзитета у Источном Сарајеву
Медицински факултет Универзитета у Источном Сарајеву је факултет у саставу Универзитета у Источном Сарајеву са седиштем у Фочи.
Факултет баштини традицију Медицинског факултета у Сарајеву, чији су професори напустили Сарајево 1992. и у тадашњем Србињу наставили рад.

## Историја
Медицински факултет у Сарајеву је основан 1944. године, као прва високошколска установа у Босни и Херцеговини (БиХ), а континуитет рада је успостављен 1946. године. Након избијања ратних сукоба на подручју БиХ, Народна скупштина Републике Српске 14.09.1992. године доноси Одлуку о издвајању високошколских установа из Универзитета у Сарајеву. Министарство образовања, науке и технологије Републике Српске 15.10.1993. године доноси Одлуку о наставку рада Медицинског факултета у Сарајеву Републике Српске, са сједиштем у Србињу/Фочи. Одлуком Народне скупштине Републике Српске од 29.12.1993. године основан је Универзитет у Сарајеву Републике Српске, као сукцесор Универзитета у Сарајеву. Традицију Медицинског факултета из периода до 1993. године у Републици Српској наставља Медицински факултет Универзитета у Сарајеву Републике Српске, касније Универзитета у Српском Сарајеву, данас Универзитета у Источном Сарајеву са сједиштем у Фочи.
Редовна настава на Медицинском факултету у Фочи почиње академске 1993/94. године, када су уписани и први студенти у први циклус студија у трајању од шест година.
Упоредо са овим активностима донесен је наставни план и програм, извршен избор првих наставника и сарадника и именован је вршилац дужности декана, припремљен Статут и извршен избор првог Савјета факултета. Први декан је био академик Бориша Старовић.
Академске 2000/2001. године на Медицинском факултету су Одлуком Научно-наставног вијећа организоване постдипломске магистарске студије „Основи биомедицинских истраживања“ и уписани први студенти другог циклуса студија.
Ради усклађивања са Законом о високом образовању 2007. године Медицински факултет, као правни субјект, брише се из судског регистра и наставља да функционише као организациона јединица Универзитета у Источном Сарајеву. Стоматолошки факултет Универзитета, који такође исте године престаје са радом као правни субјект и наставља са радом као организациона јединица Универзитета, прелази у студијски програм на Медицинском факултету на основу Закључака Колегијума ректората од 11.09.2008. године, Одлуком Управног одбора Универзитета oд 26.09.2008. године и Протокола о преузимању лица и имовине од 26.11.2008.

## Студијски програми
Рјешењем Министарства просвјете и културе Републике Српске 2007. године (од 28.06.2007. године и допуна Рјешења од 27.02.2009. године) Универзитету је дато одобрење за извођење наставе на студијским програмима: *Медицина
- Стоматологија
- Здравствена њега и
- Специјална едукација и рехабилитација[3]

Академске 2007/08. године на Медицинском факултету почиње се примјењивати Нови наставни план и програм у складу са Болоњском декларацијом. Посљедња генерација студената на други циклус студија на Медицинском факултету је уписана академске 2008/09. године.

### Други циклус студија
Рјешењем Министарства просвјете и културе Републике Српске број од 25.децембра.2012. године утврђено је да Универзитет испуњава услове за извођење другог циклуса студијског програма Здравствена њега  и од академске 2013/2014. године су уписани први студенти. У академској 2013/2014. години организована је настава на другом циклусу студија студијског програма Специјална едукација и рехабилитација.

### Трећи циклус и студије на енглеском
Рјешењем Министарства просвјете и културе Републике Српске од 7.новембра 2014. године Универзитету је одобрено извођење студијског програма „Биомедицинске науке-180 ЕCTS“ на трећем циклусу студија на Медицинском факултету у трајању од 3 године и академске 2015/2016. године су уписани први студенти. Од академске 2020/2021 организују се студије медицине на енглеском језику, а први студенти уписани су из Италије, Индије, Бангладеша, Египта, као и земаља региона.

## Научно-истраживачки центар
На Медицинском факултету је 2015. године основан научно-истраживачки Центар за биомедицинске науке. Специјалистички центар за стоматологију, подорганизациона јединица Медицинског факултета, је основан 2016. године. Од 2022. године постоји и Центар за специјалну рехабилитацију и eдукацију.
На Медицинском факултету се организује специјалистичка настава за докторе медицине и докторе стоматологије.

## Декани
- Академик Бориша Старовић (1993—2005)
- Проф. др Вељко Марић (2005–2012)
- Проф. др Милан Кулић (2012–2019)
- Проф. др Дејан Бокоњић (2019–)